# Steinkuppe
Die Steinkuppe ist eine 805,7 m ü. NHN hohe bewaldete Erhebung südlich von Holzhau im sächsischen Osterzgebirge, nahe der Grenze zu Tschechien.

## Geographie
Nordöstlich liegt Teichhaus, im Osten Moldava, südöstlich die Wüstung Pastviny, südlich das Betteleck, im Südwesten Horní Ves und Český Jiřetín sowie nordwestlich Holzhau.

## Geologie
Der ehemalige Steinbruch nordwestlich unterhalb des Gipfelpunktes stellt einen geologischen Aufschluss dar, früher wurde dort Basalt, beispielsweise für Pflastersteine, abgebaut. Entstanden ist diese Lagerstätte während der starken vulkanischen Aktivität im Erdzeitalter Känozoikum vor etwa 30 Millionen Jahren, als Lava den vorhandenen alten porphyrischen Granit im Untergrund durchstieß und eine Quellkuppe aus Basalt bildete. Dieser Basalt hat starke Anteile an den Mineralen Olivin und Nephelin. Das Gestein bildete
dort ursprünglich Basaltsäulen von fünf Metern Länge und 30 cm Durchmesser, die am Gipfel zusammenliefen.

## Ausblick
Vom Gipfel öffnet sich der Blick in Richtung Nordwesten auf Holzhau und das Tal der Freiberger Mulde. Der hier unterhalb liegende Abhang wurde früher als Sprungschanze für Skiläufer genutzt.

## Karte
- Topografische Karte 1:25.000, Blatt 5247, Rechenberg-Bienenmühle, Hrsg.: Geobasisinformation und Vermessung Sachsen